# Ишань Инин
Ишань Инин (яп. 一山 一寧 Иссан Итинэй, монашеское имя кит. трад. 一寧, упр. 一宁, пиньинь Yīníng, хао кит. упр. 一山, пиньинь Yīshān; в миру носил фамилию Ху кит. упр. 胡, пиньинь Hú; 1247, Линьхай, Тайчжоу, Чжэцзян, Китай — 28 ноября 1317, Киото, Япония) — китайский буддийский монах и дипломат периода Юань, в Японии крупный дзэнский мастер (популяризатор школы риндзай в военно-феодальном сословии), литератор и каллиграф периода Камакура. Известен благодаря своей деятельности в Японии, в первую очередь как зачинатель литературы годзан бунгаку, ориентированной на китайский язык и литературные формы сунской эпохи и являющейся, по мнению В. Н. Горегляда в БСЭ, высшей точкой развития японской литературы на китайском языке.

## Биография
Уроженец уезда Линьхай (находящегося на территории современной провинции Чжэцзян), Инин был пострижен в монахи ребёнком в монастыре Хунфу-сы (鴻福寺), принял полные обеты монаха в монастыре Пугуан-сы (普光寺), изучал Винаю, учение школы Тяньтай (и Лотосовую сутру), а затем обратился к чань-буддизму. Сменив ряд учителей, он стал преемником учения Ваньцзи Синми (頑極行彌, яп. Ганкёку Гёми), четвёртого держателя линии учения Миань Сяньцзи (1118—1186). Со временем он стал настоятелем монастыря Пуцзи на острове Путошань и достиг широкой известности. 
В 1299 году (третий год правления Дадэ, при хане Тэмур-Олджейту) он был отправлен с дипломатической миссией в Японию для установления отношений с бакуфу. По прибытии в Камакуру он был арестован Ходзё Садатоки (北条貞時; 1271–1311) по подозрению в шпионаже, но затем Ходзё проникся уважением к Инину и освободил его. 
Ишань Инин решил остаться в Японии и стал влиятельным дзэнским учителем школы Риндзай, настоятелем и каллиграфом. 
Он служил в дзэнских монастырях в Камакуре: Кэнтё-дзи, Энгаку-дзи и Дзёти-дзи (淨智寺). В 1313 году он был приглашён экс-императором Го-Уда (後宇多; правил 1274–87) в Киото возглавить монастырь Нандзэн-дзи, самый влиятельный монастырь дзэн того времени. С этим монастырём его имя соединено наиболее прочно.
Он стал одним из наиболее активных популяризаторов дзэн среди новой военной аристократии. Будучи искушённым в различных видах литературы, включая историографию и поэзию, в среде монашества заложил ориентацию на монастырскую и литературную культуру Империи Сун, и считается зачинателем литературного движения годзан бунгаку.
Для Ишань Инина поэзия и искусство не были напрямую подчинены религии и имели собственную ценность. Его литературное наследие невелико, однако его преподавательский талант позволил ему подготовить ряд учеников, оказавших решающее влияние на японскую культуру. Среди его учеников, помимо чрезвычайно привязанного к нему Го-Уда, были такие влиятельные мастера дзэн, как Мусо Сосэки, Сэссон Юбай и Кокан Сирэн. Сэссон Юбай стал его преемником в дхарме.
Ишань Инин покончил с собой в 1317 году после серьёзной болезни и многократных просьб об отставке. 
Посмертно был награждён японским императорским двором титулом «наставника государства» (国师 кокуси). 
Ишань Инин оставил после себя утончённые стихотворные произведения, а также описание монастырского дзэнского дискурса. Скорописная каллиграфия Ишань Инина, образцы которой сохранились в оригиналах и копиях в монастырях, с которыми он был связан, стала объектом коллекционирования и изучения.